# Spindasis esilicolor
Spindasis esilicolor är en fjärilsart Spindasis esilicolor ingår i släktet Spindasis och familjen juvelvingar. Inga underarter finns listade i Catalogue of Life.